# Массаман карі
Массаман карі, Массаман каенг (тай. แกงมัสมั่น) — це насичене, відносно м'яке тайське каррі (каенг). В ньому кардамон, кориця, гвоздика, аніс, кмин, лавровий лист, мускатний горіх і булава (спеції, які не часто використовуються в тайському каррі) поєднуються з більш місцевими, такими як сушений перець чилі, коріандр, лимонник, калган, білий перець, креветкова паста, цибулі-шалоту та часнику, щоб зробити пасту каррі Массаман.
У 2011 році сайт CNNGo поставив карі Массаман як найсмачнішу їжу номер один у статті під назвою 50 найсмачніших страв у світі. Пізніше того ж року в опитуванні, яке отримало підзаголовок «Відбір читачів», вона зайняла десяте місце. Массаман залишився на першому місці в оновленій версії 2018 року.

## Опис
Завдяки своїм мусульманським корінням і ісламським харчовим заборонам, це карі найчастіше готується з куркою, але є також різні варіанти цієї страви, використовуючи качку, яловичину, баранину, козу або, рідше, свинину. Оскільки свинина є харамом в ісламі, цей останній варіант не їдять тайські мусульмани. Вегетаріанці створили власні версії цієї страви, використовуючи тофу та замінюючи пасту з креветок та рибний соус.
Аромати пасти Массаман (nam phrik kaeng matsaman) походять від спецій, які не часто використовуються в інших тайських карі. Кардамон, кориця, гвоздика, аніс, кмин, лаврове листя, мускатний горіх і мускатний горіх у 17-му столітті були б привезені до Таїланду з Малайського архіпелагу та Південної Азії іноземцями, де спочатку домінували мусульманські торговці з Близького Сходу, Індійського субконтиненту, та з самого архіпелагу, а згодом португальці, голландці та французька Ост-Індська компанія. Вони поєднуються з місцевими продуктами та ароматизаторами, такими як сушений перець чилі, насіння кінзи (коріандру), лимонник, калган, білий перець, паста з креветок, цибуля-шалот та часник.
Пасту карі спочатку обсмажують з кокосовим горіхом, а вже потім додають м'ясо, картоплю, цибулю, рибний соус або сіль, пасту тамаринд, цукор, кокосове молоко та арахіс. Массаман зазвичай їдять з рисом разом. Існують також традиційні версії, в яких додають апельсини, апельсиновий сік або ананасовий сік.

## Історія

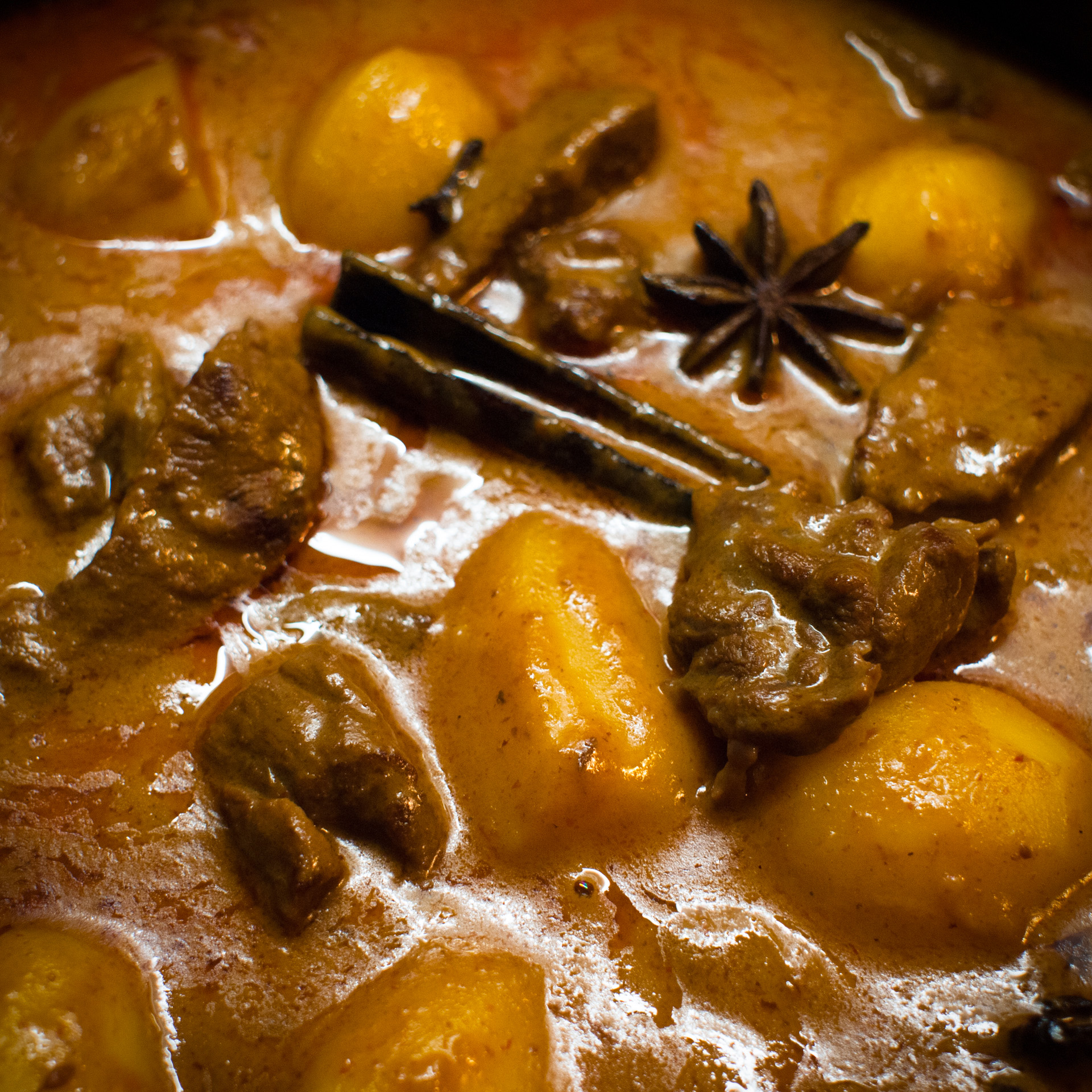
Matsaman nuea (яловичий масаман) з картоплею, анісом, корицею і гвоздикою

Massaman або matsaman — не тайське слово. Ранні письменники з середини 19-го століття називали страву «мусульман карі».
За словами тайського журналіста і вченого Санті Саветвімона, а також експерта з тайської кухні Девіда Томпсона, ця страва виникла в центральній частині Таїланду у 17-му столітті при космополітичному дворі Аюттхая завдяки перському купцю шейху Ахмаду Комі, від якого походить знатна тайська сім'я Буннаг. Інші теорії стверджують, що массаман — це страва Південного Таїланду, на яку впливала малайська та індійська кухня, або що його назва походить від малайського слова masam, що означає «кислий».

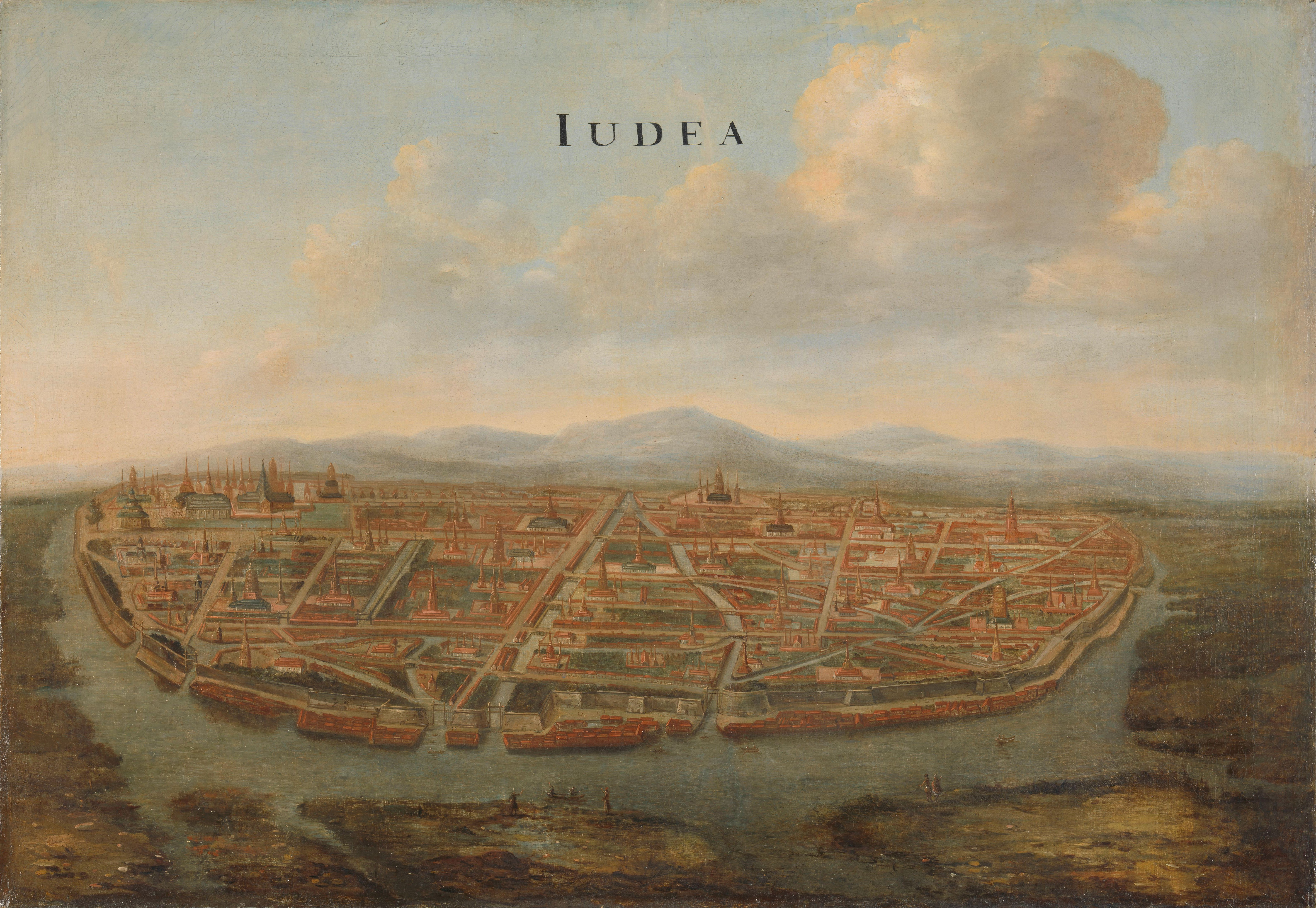
Аюттхая, середина 17-го століття

Карі прославляється у поемі Kap He Chom Khrueang Khao Wan кінця 18-го століття, яку приписують принцу Іцарасунтону Сіамському, пізніше королю Рамі II (1767—1824). Він присвячений дамі, якою вважається принцеса Банро, пізніша королева Шрі Сурієндра, дружина короля Рами II. Друга странса вірша звучить так: Массаман, карі, приготовлене моєю коханою, з ароматном кмину та міцних спецій. Будь-який чоловік, який спробував це карі, обов'язково буде тужити за нею.
Перший записаний рецепт Массаман карі записаний в 1889 році: «Куряче Массаман карі з гірким апельсиновим соком», де Массаман пишеться Матсаман (หมัด ส มั่น).